# Tigasan Kulon
Tigasan Kulon is een bestuurslaag in het regentschap Probolinggo van de provincie Oost-Java, Indonesië. Tigasan Kulon telt 3249 inwoners (volkstelling 2010).